# Fakulteta za naravoslovno-matematične in vzgojne znanosti v Mostarju
Fakulteta za naravoslovno-matematične in vzgojne znanosti (izvirno bosansko Fakultet prirodno-matematičkih i odgojnih znanosti u Mostaru), s sedežem v Mostarju, je fakulteta, ki je članica Univerze v Mostarju.